# Agata Gramatyka
Agata Gramatyka (21 de abril de 1983) es una deportista polaca que compitió en remo. Ganó una medalla de bronce en el Campeonato Europeo de Remo de 2009, en la prueba de doble scull.

## Palmarés internacional
| Campeonato Europeo | Campeonato Europeo  | Campeonato Europeo | Campeonato Europeo |
| Año                | Lugar               | Medalla            | Prueba             |
| ------------------ | ------------------- | ------------------ | ------------------ |
| 2009               | Brest (Bielorrusia) | Medalla de bronce  | Doble scull        |